# Sauda-Klasse
| Norwegen                                     | Norwegen                                           |
| -------------------------------------------- | -------------------------------------------------- |
| Das Typboot der zugrunde liegenden US-Klasse |                                                    |
| Übersicht                                    |                                                    |
| Typ:                                         | Küstenminensuchboot                                |
| Einheiten:                                   | 10 (5 aus US-Produktion, 5 Lizenzbauten)           |
| Dienstzeit:                                  | 1955–1996?                                         |
| Technische Daten                             |                                                    |
| Die einzelnen Boote wiesen Abweichungen auf  |                                                    |
| Verdrängung:                                 | 375 ts                                             |
| Länge:                                       | 144 Fuß (43,9 m)                                   |
| Breite:                                      | 27 Fuß (8,2 m)                                     |
| Tiefgang:                                    | 8,3 Fuß (2,5 m)                                    |
| Geschwindigkeit:                             | 14 kn                                              |
| Besatzung:                                   | 40                                                 |
| Antrieb:                                     | 2 General-Motors-Dieselmotoren je 880 PS, 2 Wellen |
| Bewaffnung:                                  | 1–2× 20 mm                                         |

Die Sauda-Klasse, Küstenminensuchboote der norwegischen Marine, wurden im Rahmen des US-amerikanischen Mutual Assistance Program ab Mitte der 1950er Jahre in den USA für deren Alliierte gebaut, bzw. der Lizenzbau finanziert.

Die 10 norwegischen Sauda-Boote entstammten verschiedenen Baulosen. Fünf wurden in den USA gebaut, wovon drei zunächst an Belgien gingen und erst 1966 an Norwegen übergeben wurden, die andere Hälfte wurde auf norwegischen Werften gebaut.
Nach amerikanischer Klassifikation gehören die Boote verschiedenen Klassen an, da sie sich in Details, vor allem der Motorisierung, unterschieden.
In Europa wurden die Boote im Allgemeinen als Bluebird-Klasse zusammengefasst, von denen über 250 Stück in praktisch allen westlichen Marinen dienten.
Die Suada Klasse war in Norwegen von 1955 bis 1996 im Dienst. Als letztes Boot ist heute die HNoMS Alta als Museumsschiff in Oslo erhalten.

## Die Boote
Die norwegischen Boote trugen alle Namen norwegischer Flüsse.
| Kennung | Name   | Dienstzeit / Nationen                                            |
| ------- | ------ | ---------------------------------------------------------------- |
| M311    | Sauda  | USA (MSC-102) 1953; Norwegen 1955–1986                           |
| M312    | Sira   | USA (MSC-132) 1955; Norwegen 1955–?                              |
| M313    | Tana   | USA (MSC-103) 1955; Belgien (M914) 1955–1966; Norwegen 1966–1996 |
| M314    | Alta   | USA (MSC-104) 1953; Belgien (M915) 1953–1966; Norwegen 1966–1996 |
| M315    | Ogna   | Norwegen 1953–1995                                               |
| M316    | Vosso  | Norwegen?                                                        |
| M317    | Glomma | USA (MSC-151) 1953; Belgien (M313) 1953–1966; Norwegen 1966–1992 |
| M318    | Tista  | Norwegen?                                                        |
| M319    | Kvina  | Norwegen?                                                        |
| M320    | Utla   | Norwegen?                                                        |